# 浦崎村
浦崎村（うらさきむら）は、広島県沼隈郡にあった村。現在の尾道市浦崎町にあたる。

## 地理
沼隈半島の中頃から西に突出した半島と離島であった。
- 海洋：瀬戸内海
- 島嶼：浦崎島、テシロ島[2]

## 歴史
- 1889年（明治22年）4月1日、町村制の施行により、沼隈郡浦崎村が単独で村制施行し、浦崎村が発足[1][2]。
- 1957年（昭和32年）1月1日、尾道市に編入され廃止[1][2]。

### 地名の由来
西側の戸崎と東の海老の2島が、元和年間築造の新開によりつながり、沖の小島「浦崎島」の名をとったもの。

## 産業
- 農業、漁業[2]

## 教育
- 1873年（明治6年）沼隈郡小十四区一番小学校開校[2]。1880年（明治13年）浦崎小学校に改称[2]。